# Super League Darts 2025
Die Super League Darts 2025 (offiziell: HYLO PDC Europe Super League 2025) ist ein Qualifikationsturnier, das von der PDC Europe zum dreizehnten Mal veranstaltet wird. Es findet vom 4. bis zum 7. November 2025 in der Halle39 in Hildesheim statt. Es dient als Möglichkeit, sich als Sieger des Turniers für die PDC World Darts Championship 2026 zu qualifizieren. Titelverteidiger ist Kai Gotthardt.

## Teilnehmer
Die 24 Teilnehmer qualifizieren sich über die Ranglisten der PDC Europe Next Gen 2025. Es können also nur Spieler aus dem deutschsprachigen Raum teilnehmen, die keine Tour Card besitzen.
PDC Europe Next Gen Ranking Table
1. 0
2. 0
3. 0
4. 0
5. 0
6. 0
7. 0
8. 0
9. 0
10. 0
11. 0
12. 0
13. 0
14. 0
15. 0
16. 0
17. 0
18. 0
19. 0
20. 0

PDC Europe Next Gen 2025 Youth Ranking Table
1. 0
2. 0
3. 0
4. 0